# Ерехтей
Ерехтей, або Ерехфей (грец. Ερεχθεύς) — античний герой, шостий цар Афін, син Пандіона та Зевксіппи, брат Бута, Філомели і Прокни. Одружившись із Праксітеєю, дочкою Ерасіма та Дрогенії, мав трьох синів: Кекропа, Пандора й Метіона та чотири дочки: Прокріду, Креусу, Хтонію й Орітію, яку викрав Борей. У своїй державі Ерехтей установив нову віру, а спорудивши пам'ятник Немесіді, мав на меті відвернути злочини страхом і муками сумління.
За його владарювання до Афін прибула Деметра. За фіванськими переказами, Ерехтей прибув до Афін з Єгипту під час голоду і привіз із собою велику кількість зерна; його обрали володарем і він установив свята на честь Деметри (варіант: Ісіди). За міфом, Ерехтей воював з містом Елевсіном, на допомогу якому прийшов син Посейдона Евмольп із фракійським військом. Щоб перемогти, Ерехтей приніс у жертву Посейдонові свою дочку Хтонію, а її сестри, крім малої Креуси, заподіяли собі смерть, бо заприсяглися померти, коли вмре хоч одна з них. Ерехтей переміг і вбив Евмольпа, але сам загинув від блискавки, якою на прохання Посейдона вразив його Зевс;
Ерехтей — син Дардана, онук Зевса, володар Троади;
Ерехтей — один з епітетів Посейдона.